# 1940-е годы в компьютерных играх

## Созданные игры
- В 1940 году создаётся Nimatron — компьютерная игровая электронно-релейная машина для игры в ним. Считается первым компьютером, который был предназначен для развлечения. Данное устройство разработано американским физиком Эдвардом Кондоном зимой 1939/1940 года, и впервые продемонстрировано на Всемирной выставке в Нью-Йорке в 1940 году. Аппарат был собран Эдвардом Кондоном и его ассистентами Джеральдом Тоуни (англ. Gerald L. Tawney) и Уиллардом Дерром (англ. Willard A. Derr). 24 сентября 1940 года на устройство был выдан патент[1].
- В 1941 году улучшенная версия Nimatron была создана Раймондом Редхеффером[англ.][2].
- В 1947 году создаётся игра на электронно-лучевой трубке (ЭЛТ). Данное устройство считается первой разработанной электронной игрой, а также первой игрой с ЭЛТ-экраном[3]. Игра была создана Томасом Т. Голдсмитом-младшим[англ.] и Эстлом Рей Манном (англ. Estle Ray Mann), которые получили на неё патент №2 455 992 от 14-го декабря 1948 года[4].
- В 1948 году Алан Тьюринг совместно со своим бывшим коллегой Дэвидом Чемперноуном[англ.] начал писать шахматную программу Turochamp для компьютера, который ещё не существовал[5].

## Инновации
- В 1947 году Гарри Мэбс изобретает флиппер в игре Пинбол, что считается одним из самых принципиальных инноваций в данном жанре, изменившем подход к геймдизайну и проектированию игровых механик; на этой основе выпускается Humpty Dumpty[англ.][6].

## Родились
- Пристли, Дон (1940) — британский разработчик компьютерных игр, создатель таких игр как Dictator, The Trap Door[англ.], 3D Tanx[англ.], Maziacs.
- Гумпэй Ёкои (1941) — японский инженер и геймдизайнер, один из ключевых лиц Nintendo, создатель системы Game & Watch, продюсер Metroid, Super Mario World 2: Yoshi’s Island, Kid Icarus; один из разработчиков технологий Game Boy; создатель Варио и Йоши из серии игр Mario; участвовал в разработке Mario Bros. и Donkey Kong.
- Нолан Бушнелл (1943) — американский инженер и предприниматель; основал более двадцати компаний и является одним из отцов-основателей индустрии компьютерных игр; находится в Зале славы компьютерных игр Walk of Game[англ.]; назван одним из «50 человек, которые изменили Америку» по версии Newsweek[7].
- Эл Ло́у (1946) — американский геймдизайнер, автор серии квестов «Ларри в выходном костюме».
- Дуглас Карлстон[англ.] (1947) — один из основателей Brøderbund Software и её председатель; компания известна такими играми Prince of Persia, Myst и Carmen Sandiego[англ.].
- Дэйв Арнесон[англ.] (1947) — американский геймдизайнер, один из создателей первой ролевой игры, автор термина hit points.
- Даниэль Берри[англ.] (1949) — американская геймдизайнер и программист; известна играми M.U.L.E. (одна из первых и влиятельных многопользовательских игр) и The Seven Cities of Gold[англ.].
- Джеймс Д. Сэчс[англ.] (1949) — геймдизайнер и художник, создатель Defender of the Crown и Saucer Attack[англ.].